# Jan Šafařík
Jan Šafařík (5. ledna 1886 Prostějov – 1915) byl český malíř působící v Prostějově, Praze a také v Paříži.

## Život
V roce 1903 byl přijat na pražskou akademii výtvarného umění, kde však byl jen jeden rok. Během svého Pražského období ve svých dílech zachycoval Pražská zákoutí, která se objevila také ve Zlaté Praze a vyšla na pohlednicích nakladatele Jedličky. V roce 1907 byl odvelen do Bosny, odkud v roce 1908 dezertoval a dramatickou cestu zaznamenával ve svých dílech. Hned následující rok doputoval až do Paříže, kde se usadil a kde se mu dostalo veřejného uznání. V letech 1909–1914 čtyřikrát vystavoval na proslulém pařížském Salonu, o jeho dalších osudech po roce 1914 však není nic známo. V akvarelování se cvičil u malíře Jana Köhlera.

## Dílo
- Bal Tabarin v Paříži
- Karneval v Paříži
- V kavárně, 1905
- Divadlo Sarah Bernardt
- Z mostu Alexandra III.
- Most Alexandra III.

## Galerie

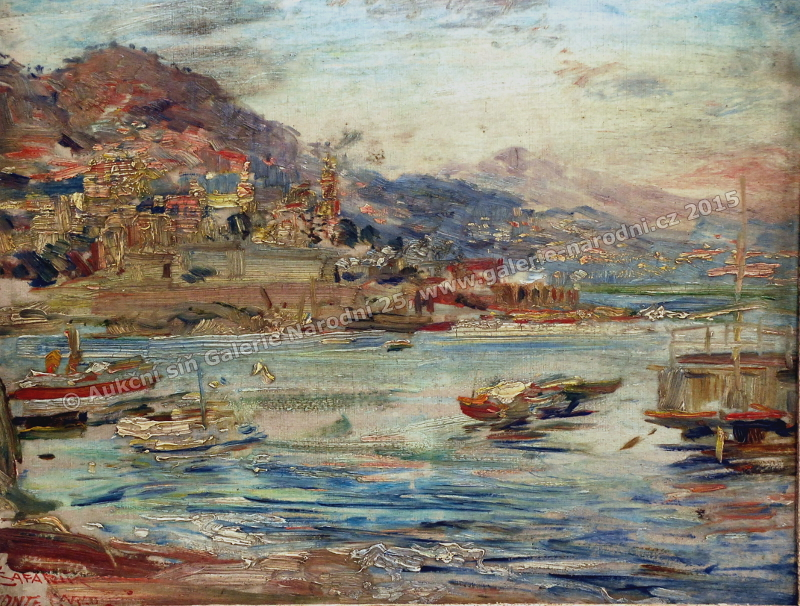
Monte Carlo (okolo 1900)
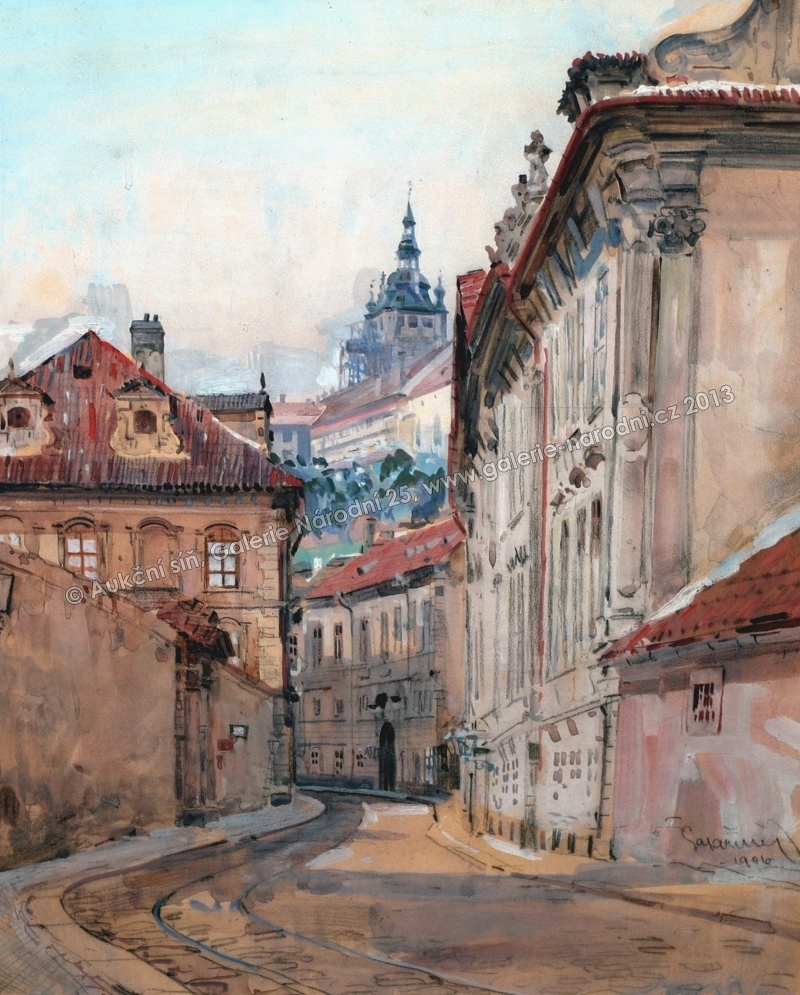
Valdštejnská ulice (1906)
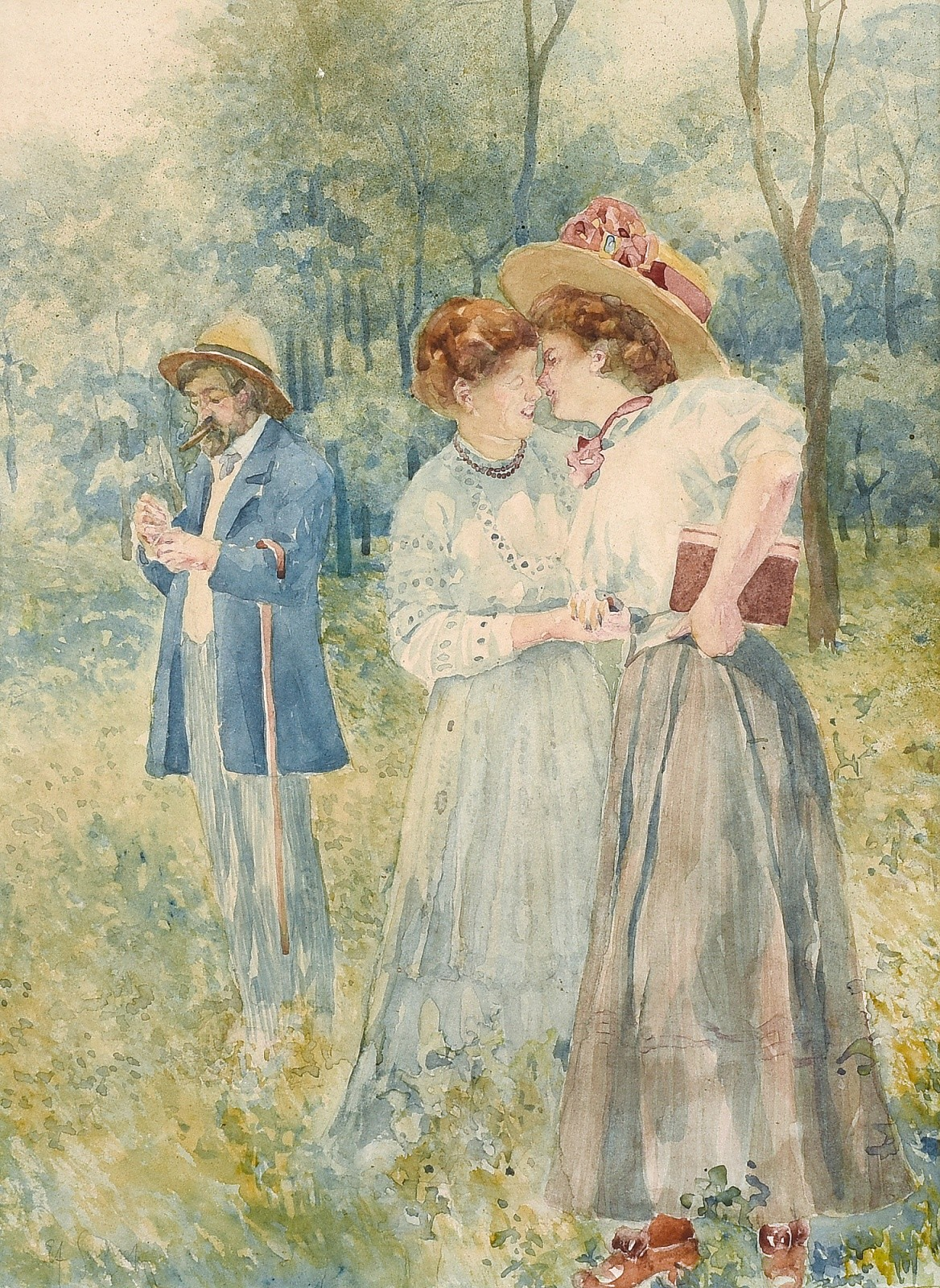
Dvě dámy a muž stojící opodál
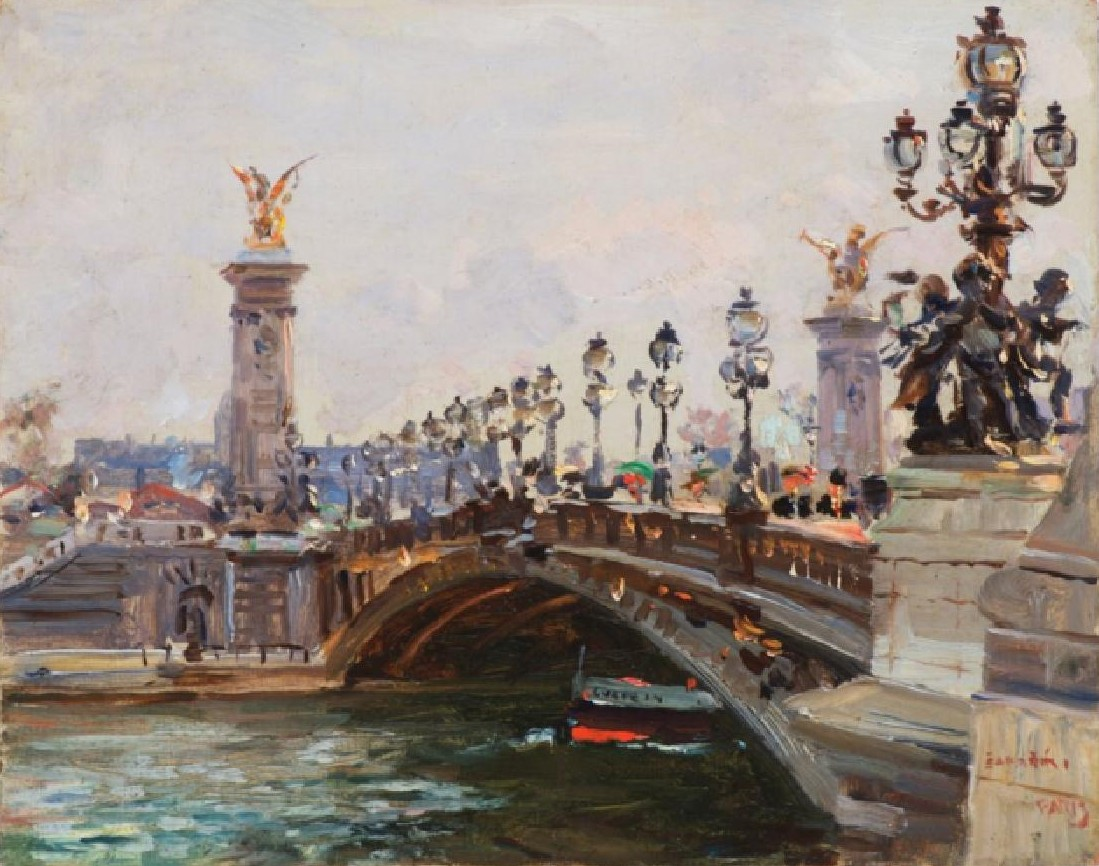
Most Alexandra III. v Paříži (1909)
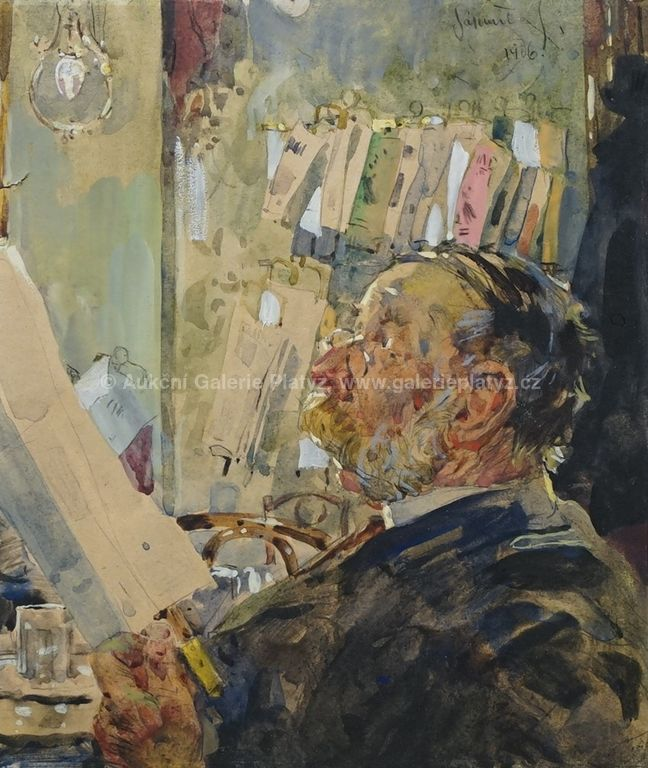
Čtenář (1906)
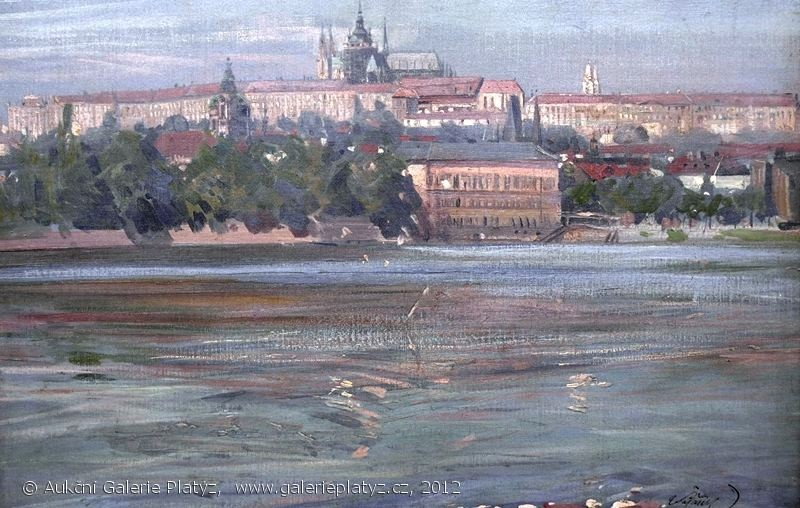
Pražský hrad (1905)
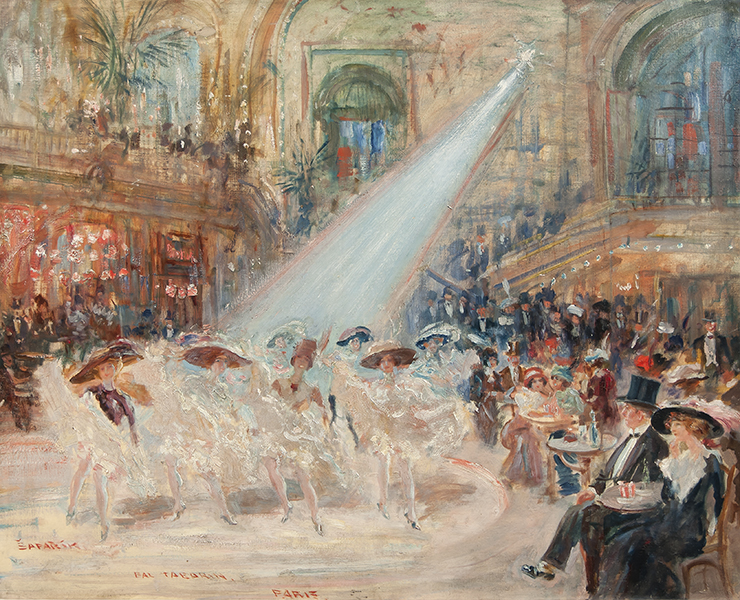
Bal Tabarin v Paříži
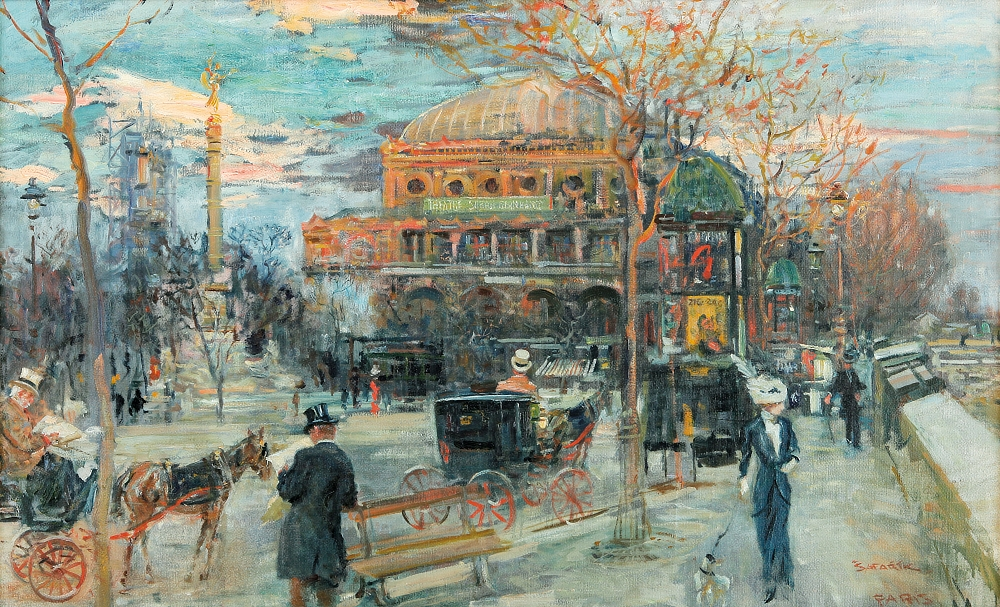
Divadlo Sarah Bernardt